# L-21 (潜水艦)
L-21は第二次世界大戦時のソ連のL型機雷敷設潜水艦の一隻。L型のうち、魚雷発射管数増加などの改良がなされている最後期の第4グループに属する。戦争中の艦長はSergey S. Mogilevskiyであった 。

## 艦歴
建造途中の1942年5月24日にL-21はレニングラードでドイツ軍機により沈められたが、後に引き揚げられ完成した。L-21は雷撃および機雷によりドイツ軍艦などを撃沈しており、その中には中立国の客船ハンザ (Hansa) もある。
| 日付           | 船名                    | 船籍         | トン数               | 註                       |
| -------------- | ----------------------- | ------------ | -------------------- | ------------------------ |
| 1944年11月23日 | アイヒベルク (Eichberg) | ドイツ       | 1,923 GRT            | 貨物船、機雷による       |
| 1944年11月24日 | エリー (Elie)           | ドイツ       | 1,837 GRT            | 貨物船、機雷による       |
| 1944年11月24日 | ハンザ (Hansa)          | スウェーデン | 563 GRT              | 客船、雷撃による         |
| 1944年12月22日 | エベルハルト (Eberhard) | ドイツ       | 749 GRT              | 貨物船、機雷によると推定 |
| 1945年3月14日  | T-3                     | ドイツ       | 839 t （排水量）     | 水雷艇、機雷による       |
| 1945年3月14日  | T-5                     | ドイツ       | 839 t （排水量）     | 水雷艇、機雷による       |
| 1945年3月16日  | U-367                   | ドイツ       | 769 t （水上排水量） | 潜水艦、機雷による       |
| 1945年3月23日  | V 2022/E Colzmann       | ドイツ       | 581 GRT              | 哨戒艇、雷撃による       |
| 1945年3月24日  | エルニ (Erni)           | ドイツ       | 105 GRT              | 曳船、雷撃による         |
| 合計:          | 合計:                   | 合計:        | 8,205 GRT            |                          |

上記の他、L-21敷設の機雷によりドイツ駆逐艦Z43が大破している。